# Pendem (Mojogedang)
Pendem is een bestuurslaag in het regentschap Karanganyar van de provincie Midden-Java, Indonesië. Pendem telt 4028 inwoners (volkstelling 2010).